# Døllefjelde Sogn
Døllefjelde Sogn 
ist eine Kirchspielsgemeinde (dän.: Sogn)
auf der Insel Lolland im südlichen Dänemark.
Bis 1970 gehörte sie zur Harde Musse Herred im damaligen Maribo Amt, danach zur Nysted Kommune im Storstrøms Amt, die im Zuge der  Kommunalreform zum 1. Januar 2007 in der Guldborgsund Kommune in der Region Sjælland aufgegangen ist.
Im Kirchspiel leben 174 Einwohner (Stand: 1. Januar 2023).

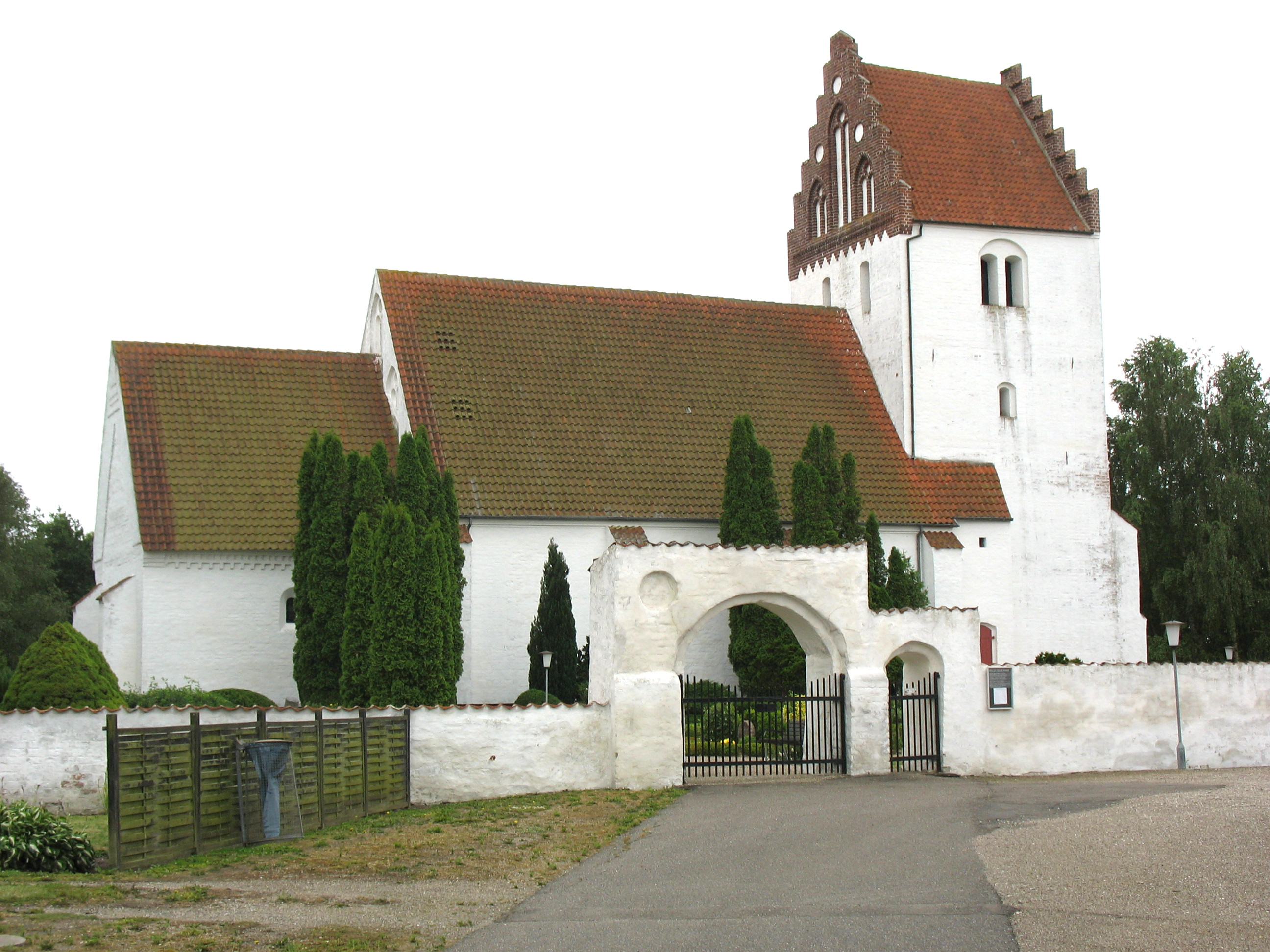
Døllefjelde Kirke

Im Kirchspiel liegt die Kirche „Døllefjelde Kirke“.
Nachbargemeinden sind im Norden und Osten Toreby Sogn, im Süden Bregninge Sogn, im Westen Musse Sogn und im Nordwesten Fjelde Sogn.